# Godumops caritus
Godumops caritus là một loài nhện trong họ Selenopidae. Loài này phân bố ở Papua New Guinea. Chúng thuộc chi đơn loài Godumops, được Sarah C. Crews & Harvey miêu tả năm 2011.